# Primula petiolaris
Primula petiolaris är en viveväxtart som beskrevs av Nathaniel Wallich. Primula petiolaris ingår i släktet vivor, och familjen viveväxter. Inga underarter finns listade i Catalogue of Life.